# IPhone 7 Plus
iPhone 7 Plus – dziesiąta generacja smartfona firmy Apple. iPhone 7 Plus dostępny jest w pięciu wariantach kolorystycznych – różowe złoto, złoty, srebrny oraz czarny, onyks (jako nowe kolory).
Model został zaprezentowany 7 września 2016 roku, podczas konferencji Apple w San Francisco. Jego sprzedaż rozpoczęła się 16 września 2016 r. Data polskiej premiery to 23 września 2016 r.

## Nowa wersja kolorystyczna
21 marca 2017 roku została zaprezentowana nowa wersja iPhone'a 7 w kolorze czerwonym – (PRODUCT)RED. Dostępny w pamięci 128 GB i 256 GB.